# Jaquiski Tartt
Jaquiski Tartt (Mobile, 18 febbraio 1992) è un giocatore di football americano statunitense che milita nel ruolo di safety. Ha giocato nei San Francisco 49ers della National Football League (NFL).

## Carriera

### San Francisco 49ers
Dopo avere giocato al college a football alla Samford University, Tartt fu scelto nel corso del secondo giro (46º assoluto) del Draft NFL 2015 dai San Francisco 49ers. Debuttò come professionista subentrando nella gara del primo turno contro i Minnesota Vikings mettendo subito a segno il suo primo sack su Teddy Bridgewater, oltre a 4 tackle. Divenne stabilmente titolare a partire dalla seconda metà dell'anno e la sua stagione da rookie terminò con 65 tackle, 2 sack, un intercetto e un fumble forzato in 15 presenze, 8 delle quali come partente.
Il 2 febbraio 2020 Tartt partì come titolare nel Super Bowl LIV in cui mise a segno 5 tackle e un sack su Patrick Mahomes ma i 49ers furono sconfitti per 31-20 dai Kansas City Chiefs.
Nella stagione 2021 Tartt giocò 14 partite come titolare. Nella partita di play-off contro i Los Angeles Rams non riuscì ad eseguire un intercetto verso la fine della partita. I 49ers persero la partita per 20-17.

### Philadelphia Eagles
Dopo la fine del contratto con i 49ers, nel giugno 2022 Tartt si accordò con i Philadelphia Eagles un contratto di un anno, ma fu svincolato prima dell'inizio della stagione 2022.

## Palmarès
- National Football Conference Championship: 1

San Francisco 49ers: 2019